# Luzenac Ariège Pyrénées
Il Luzenac Ariège Pyrénées, meglio noto come Luzenac è una società calcistica francese con sede nella città di Luzenac, fondata nel 1936.
La squadra gioca nel Regionál 1 e disputa le proprie partite presso lo Stade Paul Fédou.

## Rosa 2014-2015
| N. |                           | Ruolo | Calciatore         |
| -- | ------------------------- | ----- | ------------------ |
| 1  | Stati Uniti (bandiera)    | P     | Quentin Westberg   |
| 2  | Costa d'Avorio (bandiera) | D     | Assane Karaboualy  |
| 3  | Francia (bandiera)        | D     | Christophe Rollet  |
| 4  | Francia (bandiera)        | D     | Sébastien Mignotte |
| 5  | Francia (bandiera)        | D     | Nicolas Kolczynski |
| 6  | Francia (bandiera)        | C     | Romain Canales     |
| 7  | Francia (bandiera)        | C     | Tristan M'Bongo    |
| 8  | Costa d'Avorio (bandiera) | D     | Franck Akaza       |
| 9  | Francia (bandiera)        | A     | Remi Souyeux       |
| 10 | Francia (bandiera)        | A     | Kevin Fortune      |
| 11 | Francia (bandiera)        | D     | Jérôme Hergault    |
| 13 | Francia (bandiera)        | D     | Nicolas Desenclos  |

| N. |                           | Ruolo | Calciatore       |
| -- | ------------------------- | ----- | ---------------- |
| 14 | Francia (bandiera)        | C     | Mamadou Danfa    |
| 16 | Francia (bandiera)        | P     | Cyril Garcia     |
| 17 | Camerun (bandiera)        | A     | André Dona Ndoh  |
| 18 | Senegal (bandiera)        | C     | Lassana Sidibé   |
| 20 | Francia (bandiera)        | D     | Issa Makalou     |
| 21 | Francia (bandiera)        | A     | Amadou Soukouna  |
| 22 | Francia (bandiera)        | C     | Mickaël Diakota  |
| 23 | Francia (bandiera)        | C     | Anthony Sanchez  |
| 25 | Francia (bandiera)        | C     | Nicolas Dieuze   |
| 27 | Costa d'Avorio (bandiera) | D     | Mamadou Bagayoko |
| 28 | Francia (bandiera)        | C     | Idriss Chergui   |
| 30 | Francia (bandiera)        | P     | Fabien Pidoux    |

## Rosa 2012-2013
| N. |                           | Ruolo | Calciatore         |
| -- | ------------------------- | ----- | ------------------ |
| 1  | Stati Uniti (bandiera)    | P     | Quentin Westberg   |
| 2  | Costa d'Avorio (bandiera) | D     | Assane Karaboualy  |
| 3  | Francia (bandiera)        | D     | Christophe Rollet  |
| 4  | Francia (bandiera)        | D     | Sébastien Mignotte |
| 5  | Francia (bandiera)        | D     | Nicolas Kolczynski |
| 6  | Francia (bandiera)        | C     | Romain Canales     |
| 7  | Francia (bandiera)        | C     | Tristan M'Bongo    |
| 8  | Costa d'Avorio (bandiera) | D     | Franck Akaza       |
| 9  | Francia (bandiera)        | A     | Remi Souyeux       |
| 10 | Francia (bandiera)        | A     | Kevin Fortune      |
| 11 | Francia (bandiera)        | D     | Jérôme Hergault    |
| 13 | Francia (bandiera)        | D     | Nicolas Desenclos  |

| N. |                           | Ruolo | Calciatore       |
| -- | ------------------------- | ----- | ---------------- |
| 14 | Francia (bandiera)        | C     | Mamadou Danfa    |
| 16 | Francia (bandiera)        | P     | Cyril Garcia     |
| 17 | Camerun (bandiera)        | A     | André Dona Ndoh  |
| 18 | Senegal (bandiera)        | C     | Lassana Sidibé   |
| 20 | Francia (bandiera)        | D     | Issa Makalou     |
| 21 | Francia (bandiera)        | A     | Amadou Soukouna  |
| 22 | Francia (bandiera)        | C     | Mickaël Diakota  |
| 23 | Francia (bandiera)        | C     | Anthony Sanchez  |
| 25 | Francia (bandiera)        | C     | Nicolas Dieuze   |
| 27 | Costa d'Avorio (bandiera) | D     | Mamadou Bagayoko |
| 28 | Francia (bandiera)        | C     | Idriss Chergui   |
| 30 | Francia (bandiera)        | P     | Fabien Pidoux    |

## Rosa 2009-2010
| N. |                           | Ruolo | Calciatore         |
| -- | ------------------------- | ----- | ------------------ |
|    | Francia (bandiera)        | P     | Christopher Costes |
|    | Francia (bandiera)        | P     | Ludovic Grégori    |
|    | Francia (bandiera)        | P     | Fabien Mahout      |
|    | Francia (bandiera)        | D     | Olivier Candelon   |
|    | Francia (bandiera)        | D     | Jérôme Hergault    |
|    | Costa d'Avorio (bandiera) | D     | Assane Karaboualy  |
|    | Francia (bandiera)        | D     | David Lacoste      |
|    | Francia (bandiera)        | D     | Issa Makalou       |
|    | Francia (bandiera)        | D     | Sébastien Mignotte |
|    | Costa d'Avorio (bandiera) | C     | Franck Akaza       |
|    | Francia (bandiera)        | C     | Florian Bonafé     |
|    | Francia (bandiera)        | C     | Raphaël Caceres    |

| N. |                         | Ruolo | Calciatore        |
| -- | ----------------------- | ----- | ----------------- |
|    | Francia (bandiera)      | C     | Nicolas Fargues   |
|    | Francia (bandiera)      | C     | Anthony Fori      |
|    | Francia (bandiera)      | C     | Guillaume Lacoste |
|    | Francia (bandiera)      | C     | Antoine Mouro     |
|    | Francia (bandiera)      | C     | Nicolas Peres     |
|    | Francia (bandiera)      | C     | Mathieu Texier    |
|    | Francia (bandiera)      | A     | Taoufik Benameur  |
|    | Francia (bandiera)      | A     | Thomas Guerbert   |
|    | RD del Congo (bandiera) | A     | Tristan Mbongo    |
|    | Francia (bandiera)      | A     | Damien Robert     |
|    | Francia (bandiera)      | C     | Romain Beynié     |

## Palmarès

### Competizioni nazionali
- Championnat de France amateur: 1

2008-2009
- Championnat de France amateur 2: 1

2004-2005

### Altri piazzamenti
- Championnat National:

Secondo posto: 2013-2014